# Josep Maria Nadal i Farreras
Josep Maria Nadal Farreras (Girona, 1949) és Catedràtic Emèrit d'Història de la Llengua a la Universitat de Girona.
Doctor en Filologia Hispànica per la Universitat Autònoma de Barcelona (1975) i Catedràtic d'Universitat des del 1987. Treballà a la Universitat Autònoma de Barcelona on destacà en diversos càrrecs de gestió i fou un dels promotors de la creació de la Universitat de Girona, que s'esdevingué el 1991. Fou rector d'aquesta nova universitat des dels inicis 1993 fins al 2002. També ha estat director del Departament de Filologia i Comunicació des del 2009 fins al 2012. És membre de l'Institut de Llengua i Cultura Catalanes i director honorífic de l'Observatori de les Llengües d'Europa i de la Mediterrània (ODELLEUM). Impulsor de diversos fòrums de debat, des del 2009 és membre numerari de la Secció Filològica de l'Institut d'Estudis Catalans. Aquell mateix any rebé el Premi Jaume Vicens Vives a la Qualitat Universitària concedit per la Generalitat de Catalunya.
Els seus inicis com investigador s'ancoren en una lingüística generativa incipient. N'és el fruit la seva tesi doctoral Aspectes de la subordinació en català actual: per una sintaxi abstracta que dirigí José Manuel Blecua.

## Fons Josep M. Nadal
La Biblioteca de la Universitat de Girona acull la biblioteca personal del Dr. Josep M. Nadal, primer rector d'aquesta Universitat i catedràtic. Aquest fons, del qual s'han rebut 2.235 volums, a més d'exemplars de 62 revistes, és fruit de la seva llarga trajectòria com a investigador i professor. Es tracta d'un fons especialitzat en l'àmbit de la filologia, amb llibres de fonètica, lingüística, gramàtica, morfologia, geografia lingüística, lingüística històrica, etc., així com d'altres sobre els aspectes socials de les llengües, comunicació i mitjans de comunicació, llibres de crítica literària i literatura. El fons té una presència molt important de llibres sobre llengua catalana i la seva història.

## Obra
- Història de la llengua catalana, vol. I. Dels inicis al segle XV, amb Modest Prats, Barcelona, Edicions 62, 1982, 534 p. ISBN 8429719040 (v. 1)
- Història de la llengua catalana, II. Segle XV, amb Modest Prats, Barcelona, Edicions 62, 1996, 601 p. ISBN 8429742336 (v. 2)
- Llengua escrita i llengua nacional, Barcelona, Edicions Quaderns Crema, 1993. ISBN 8477271062
- Las 1001 lenguas, Bellcaire d'Empordà, Aresta, 2007, 150 p. ISBN 9788493594824
- La llengua sobre el paper, Girona, CCG Edicions, 2005. ISBN 849644435X